# Dive (album Tycho)
Dive – drugi album studyjny (lub trzeci, jeśli liczyć Sunrise Projector jako debiut) Tycho, wydany 15 listopada 2011 roku przez wytwórnię muzyczną Ghostly International.

## Album

### Historia i muzyka
Choć Tycho nie był w pełni zadowolony ze swojego debiutanckiego dzieła, Sunrise Projector, wydanego  później w poszerzonej wersji jako Past is Prologue, to podkreślał, iż nie jest ono pozbawione zalet: 

Wciąż postrzegam [Sunrise Projector/Past is Prologue] jako czystą ekspresję tego, w jakim punkcie znajdowałem się w tamtym czasie i myślę, że to jest w nim naprawdę dobre.

Artysta nie spieszył się z realizacją Dive; utwory takie jak „Daydream”, „Adrift” i „Coastal Brake” zostały zarejestrowane w ciągu kilku poprzednich lat jako single i były grane podczas jego występów na żywo. Dive to jego drugi album nagrany dla Ghostly International, a pierwszy zrealizowany z zespołem (sygnowanym również nazwą Tycho), w skład którego weszli: gitarzysta i basista Zac Brown oraz perkusista Rory O’Connor. Ponieważ od realizacji poprzedniego albumu upłynęło dużo czasu, muzyka Dive zyskała nową jakość, stała się w pełni dojrzała i prawdopodobnie bardziej inspirująca niż wcześniej. Artysta stwierdził nawet, że uważa ten złożony z dziesięciu utworów album za swój debiutancki krążek. Realizacja kompozycji, przeważnie instrumentalnych i elektronicznych, zajęła mu pięć lat. Wyjaśniając tak długi czas pracy nad albumem stwierdził, że choć swoje pomysły realizuje bardzo szybko na gitarze lub innym instrumencie, to jednak ostateczne dopracowanie utworu w każdym szczególe jest złożone i zajmuje mu bardzo dużo czasu. Każdy otwór potraktował indywidualnie jeśli chodzi o brzmienie syntezatora, perkusji i innych instrumentów. Całość pieczołowicie zaaranżował, począwszy od utrzymanego sennym nastroju „Hours”, poprzez oferujący nadmorskie klimaty „Coastal Brake”, aż po melodyjny i zawadiacki „Adrift”.

Nostalgia jest częstym wątkiem w mojej twórczości, ale ten album nie był napędzany tą ideą. Postrzegam te utwory jako artefakty z przyszłości, która może mieć więcej wspólnego z naszą przeszłością niż teraźniejszością.

### Okładka
Scott Hansen pod pseudonimem ISO50 tworzy grafiki, które znane są ze zmysłu jedności i minimalistycznego designu, a także z ciepła i nostalgicznych uczuć, jakie wywołują. Ponieważ rezultaty są często doskonałe, tworzy on również w podobnym stylu muzykę. Z uwagi na to jego trzeci album muzyczny jest czymś w rodzaju ścieżki dźwiękowej do jego własnych grafik, choć zarazem wykracza poza ich ramy. 
Grafice okładki uwagę poświęcają też recenzenci; Derek Miller z Resident Advisor utrzymuje, że: „Scott Hansen (…) jest prawdopodobnie równie dobrze znany ze swoich projektów graficznych jako ISO50, jak i z podwodnych dryfowań, które tworzy jako Tycho. Nie jest więc zaskoczeniem, że okładka albumu, Dive, jest idealnym, wizualnym podsumowaniem zawartej w nim muzyki: muśnięta słońcem, pokryta pogłosem i na wpół halucynacyjnym meszkiem, i jakby pofalowana w miejscu, gdzie przecinają się linie wizualne”. Wtóruje mu Erik Burg z Beats Per Minute: „Okładka albumu Dive również wiele mówi o płycie. Obraz tego, co wydaje się zachodzącym słońcem w oceanie lub górzystym regionie, dwa ciała niemal zlewające się ze sobą pod mglistym niebem, to rodzaj transmorficznego dźwięku, którym Hansen bawi się na większości albumu”. 

### Lista utworów
Zestaw utworów na płycie CD i informacje według Discogs:
| 1.  | A Walk        | 5:17  |
|     |               |       |
| 2.  | Hours         | 5:44  |
|     |               |       |
| 3.  | Daydream      | 5:34  |
|     |               |       |
| 4.  | Dive          | 8:20  |
|     |               |       |
| 5.  | Coastal Brake | 5:34  |
|     |               |       |
| 6.  | Ascension     | 4:24  |
|     |               |       |
| 7.  | Melanine      | 2:53  |
|     |               |       |
| 8.  | Adrift        | 6:02  |
|     |               |       |
| 9.  | Epigram       | 2:29  |
|     |               |       |
| 10. | Elegy         | 4:24  |
|     |               |       |
|     |               | 50:41 |
|     |               |       |

### Informacje

#### Muzycy i autorzy
- kompozycja partii basu – Dusty Brown (utwór: 3), Matt McCord (utwór: 1), Zac Brown (utwór: 6)
- kompozycja partii gitary – Zac Brown (utwory: 1, 2, 4, 6, 10)
- muzyka, nagranie – S.Hansen
- śpiew – Jianda Johnson

#### Technikalia
- grafika okładki, szata graficzna albumu, design – S.Hansen
- mastering – Count
- miksowanie – Count, S.Hansen
- zdjęcia – Neil Krug
- technicy – Dusty Brown, Matt McCord

## Odbiór

### Krytyczny
| Oceny łączne       | Oceny łączne |
| Publikacja         | Ocena        |
| ------------------ | ------------ |
| Album of the Year  | 75/100       |
| AnyDecentMusic?    | 7.4/10       |
| Metacritic         | 80/100       |
| Recenzje           |              |
| Publikacja         | Ocena        |
| AllMusic           | [ 10 ]       |
| Beats Per Minute   | 80%          |
| The Boston Phoenix | [ 11 ]       |
| Drowned in Sound   | 8/10         |
| laut.de            | [ 13 ]       |
| Pitchfork          | 7/10         |
| PopMatters         | 8/10         |
| Spin               | 60/100       |
| Sputnikmusic       | 4/5          |

Album otrzymał następujące oceny średnie w serwisach agregujących recenzje: 75/100 w Album of the Year (na podstawie 10 recenzji krytycznych), 7.4/10 w AnyDecentMusic? (na podstawie 9 recenzji) i 80/100 w Metacritic z komentarzem „ogólnie korzystne recenzje” (na podstawie 13 recenzji).
Zdaniem Erika Burga z Beats Per Minute album „jest ważny z uwagi na zdolność Tycho do opowiadania historii bez słów”. „Dive to jedna z tych transcendentalnych płyt, która powinna spodobać się każdemu, kto ma głębokie zainteresowanie niezależną muzyką. Hansen wykazuje wyjątkową umiejętność uchwycenia sceny i surowych emocji za pomocą samego dźwięku”, czego najlepszym przykładem jest – jego zdaniem – utwór „Coastal Brake”, powstały dzięki „połączeniu różnych instrumentów w delikatną mieszankę tropikalnych pejzaży dźwiękowych i medytacyjnego rytmu”. 
Według Jasona Limangrovera z AllMusic Dive dzięki takim instrumentom, jak gitara i gitara basowa (w utworach „A Walk” i „Ascension”) stał się dziełem bardziej wielowymiarowym, kojącym i porywającym, niż Sunrise Projector czy Past Is Prologue: „Transcendentalne pejzaże dźwiękowe Scotta Hansena lśnią i błyszczą. Grafik i muzyk elektroniczny z San Francisco pozostaje wierny muzycznemu stylowi Boards of Canada i Ulricha Schnaussa”.
Na podobieństwo muzyki Tycho do dokonań Boards of Canada zwrócił też uwagę Mikesn ze Sputnikmusic zauważając, iż przed wydaniem Dive, Scott Hansen był powszechnie krytykowany za podobieństwo do dokonań szkockiego duetu, począwszy od wygładzonej instrumentacji aż po sample. Zauważa jednak, że w ciągu siedmiu lat dzielących Sunrise Projector od Dive, „Hansen nauczył się kilku nowych tricków. Choć gęsto nawarstwione syntezatory są na pierwszym planie, zamiłowanie Hansena do muzyki ludowej stanowi fundament dla wielu utworów na Dive”. W kilku utworach dochodzą do glosu gitary akustyczne, jak w „A Walk”, a jeszcze bardziej w „Daydream” i „Melanine”, gdzie tworzą podstawową strukturę, na której opierają się charakterystyczne melodie. Podczas gdy na Sunrise Projector/Past is Prologue pojawiały się często nostalgiczne, czasem kontemplacyjne motywy, na Dive panuje żywsza i bardziej swobodna atmosfera, a utwory przechodzą bardzo płynnie jeden w drugi. Podsumowując ocenia, iż „Dive jest dowodem na rozwój Hansena jako artysty” i „wydawnictwem wysokiej jakości”.
Podobną opinię zawarł Freeden Oeur na łamach PopMatters opisując Dive jako płytę, „na której nie ma żadnego zbędnego ruchu: nuty (…) wzbijają się w powietrze, wiszą w nim i wyparowują, nie spóźnione ani o sekundę; perkusja jest rześka, a linie basu gładkie. Instrumenty rzadko absorbują uwagę, ponieważ Hansen ma talent do łączenia ich ze sobą. Zwrócił również uwagę na rolę gitary akustycznej w muzyce Dive dając jako przykład: „Ascension”, „Elegy” i „Melanine”. Całe wydawnictwo ocenił jako „album dla zwolenników chillwave i marzenie audiofila (…) i jedno z najlepszych elektronicznych wydawnictw 2011 roku”.
Zbliżony pogląd wyraził też recenzent Pitchforka: „Utwory Tycho zbudowane są głównie z syntezatorów i samplowanych, żywych instrumentów, a jego elektroorganiczne podejście przywodzi na myśl takich liderów w tej dziedzinie jak Boards of Canada czy Bibio. Również dźwiękowo Tycho eksploruje podobne do nich sfery. Utwory „A Walk” i „Coastal Break” oddają pastoralny spokój ciepłymi, sepiowymi beatami i akompaniamentem gitary akustycznej”.
Mike Diver z BBC przekonuje, że Dive to „kolekcja, w którą można się zanurzyć i dryfować. Podążaj za jego prądami i eksploruj jego głębiny, ponieważ jest wiele do zobaczenia w umyśle, gdy te nakrapiane słońcem instrumentalne utwory się ugruntują”.
„Nie daj się zwieść subtelnej powierzchowności brzmienia Tycho” – przestrzega Daniel Straub z magazynu laut.de zapewniając jednocześnie, iż „album zyskuje na popularności i nawet po wielokrotnym przesłuchaniu nadal okazuje się ekscytującym utworem muzycznym”.
Wytwórnia Ghostly International oceniła, iż: Dive „ugruntowuje swoją pozycję jako najbardziej zróżnicowana muzycznie wypowiedź w karierze Hansena; punkt, w którym jego umiejętności jako wykonawcy doganiają wreszcie jego ulotną wizję świata, który nie należy do żadnego konkretnego czasu ani miejsca.
Według Patrica Fallona z magazynu XLR8R „Dive jest płytą wciągającą aż po psychodeliczną okładkę”.
Sam Tycho porównując swój debiut do najnowszej płyty, stwierdził:

Dive jest urzeczywistnieniem, pełnym obrazem tego, czym [Sunrise Projector/Past is Prologue] miał być. To rezultat wszystkich lat, które upłynęły pomiędzy tymi wydawnictwami.

### Listy tygodniowe
| Kraj              | Lista                   | Pozycja |
| ----------------- | ----------------------- | ------- |
| Stany Zjednoczone | Dance/Electronic Albums | 22      |
| Stany Zjednoczone | Heatseekers Albums      | 39      |